# Giovanni Grancino
Giovanni Grancino (marzo 1637 – circa 1709) è stato un liutaio italiano.
Liutaio milanese, Giovanni Grancino è stato costruttore di straordinari strumenti a corde (viole, violini, violoncelli e contrabbassi).
Famosi i suoi violini di ottima fattura, che si distinguono per la bella sonorità e le bombature poco alte.
I suoi strumenti portano un caratteristico segno della corona, le etichette interne riportano spesso la frase: "Giovanni Grancino in Contrada Largha Di Milano al segno della Corona (data)"
Grancino è stato uno dei primi liutai milanesi con opere che influenzarono molti italiani del periodo.
I suoi lavoratori avevano tutti sede sulla oggi via Larga a Milano.
Carlo Giuseppe Testore è stato uno dei suoi allievi.
La data di morte citata da molti nel 1709 non è certa.